# Ciprus vasúti közlekedése
Ciprus vasúthálózatát a Ciprusi Állami Vasút üzemeltette 1905 és 1951 között. Központja Famagustában volt.

## A vasútvonal technikai jellemzői
A vonal hossza 122 km volt, ami három szakaszban épült meg és körülbelül két mérföldenként (valamivel több mint három kilométerenként) voltak a vonalon megállók, (összesen 39) amelyeken három nyelven, angolul, görögül és törökül szerepeltek a feliratok. A vonat 762 mm-es nyomtávú volt, sebessége körülbelül 30-50 km/h között volt. A meghajtáshoz szükséges szenet Angliából és kisebb részben Egyiptomból szállították.

## Gazdasági szerepe
A vasúthálózatot – noha a társaság természetesen személyszállítást is végzett – főleg ipari célból hozták létre: főként a szigeten kitermelt réz, króm és azbeszt famagustai kikötőbe szállítását szolgálta a feldolgozóüzemek kialakítását megelőzően. A közúti szállítás fejlődése idővel versenyképtelenné tette.  Ugyanakkor a vasútvonal fennállása során szerepet játszott a szigeten zajló postaforgalomban is, az állomásfőnökök, sok esetben a postamester szerepét is betöltötték.

## Vasúti kapcsolata más országokkal
Az ország egy különálló sziget, nincs és nem is volt kapcsolatban más országokkal.